# 龙额镇
龙额镇，是中华人民共和国贵州省黔东南苗族侗族自治州黎平县下辖的一个乡镇级行政单位。。
2012年，贵州省人民政府批复同意撤销龙额乡，设置龙额镇。

## 行政区划
龙额镇2013年以前下辖以下地区：
龙额社区、龙额村、唐面村、归养村、岑书村、岑沟村、六约村、黄现村、登晒村、岑引村、岑吾村、岑鱼村、岑母村、黄卜村、岑岜村、吉林村、上地坪村、广荡村、上埠村、下埠村、上德俄村、下德俄村、平金村、古帮村、亚罕村、德过村、起凡村、美更村、思姑村和亚改村。
2014年经过调整合并，将30个村合并为16个村，分别为：龙额村、登晒、归养村、岑沟村、岑引村、上地坪村、岑母村、岑岜村、下埠村、岑鱼村、广荡村、起凡村、亚罕村、古邦村、平金村、德俄村。

## 中国传统村落
2013年8月，上地坪村被评为第二批中国传统村落。